# مگس‌ها
مگس‌ها (به فرانسوی: Les Mouches) نام نمایشنامه‌ای است از نویسنده و فیلسوف فرانسوی، ژان پل سارتر. این نمایشنامه درامی است که در سه پرده روایت می‌شود و در سال ۱۹۴۳ نوشته شده‌است.

## درون‌مایه
شخصیت‌های این نمایشنامه را اساطیر و خدایان روم باستان، از جمله ژوپیتر، اورستس، آیگیستوس و... تشکیل می‌دهند و داستان، حول ماجرای برخورد این شخصیت‌ها در دوران کلاسیک شکل می‌گیرد.
اورستس و خواهرش الکترا به دنبال انتقام مرگ پدرشان هستند که حوادث داستان اتفاق می افتد.

## ترجمه
کتاب مگس‌ها توسط مهدی روشن زاده به فارسی ترجمه شده و توسط نشر ثالث منتشر شده‌است.